# Abies durangensis
Abies durangensis je jehličnatý strom z čeledi borovicovité, z rodu jedlí, původem z Mexika.

## Synonyma
Abies neodurangensis.

## Popis
Stálezelený, jehličnatý strom, dorůstající 20–40 m. Koruna úzce kuželovitá až nepravidelně zaoblená. Borka zprvu hladká a šedočervenohnědá, později podélně rozbrázděná a černohnědá. Pupeny podélně vejčité, 4–5 mm dlouhé. Letorosty nápadně rozbrázděné, jemně chlupaté, purpurověčervenohnědé. Jehlice 1,4–4,5 cm dlouhé a 1–1,6 mm široké, seshora modrozelené, seshora s průduchy (stomaty) v rýhách, vespod se dvěma bílými proužky a početnými průduchy (stomaty), na koncích tupé nebo zaoblené. Samčí šištice 10–20 mm dlouhé. Šišky 5–10 cm dlouhé a 3–4,5 cm široké, téměř válcovité, dozráváním žlutohnědé. Semena žlutá, 8 mm dlouhá, s 7–10 mm dlouhým, oranžovožlutým křídlem.

## Příbuznost
Jedle Abies durangensis se vyskytuje ve 2 varietách:
- Abies durangensis varieta durangensis
- Abies durangensis varieta coahuilensis (tato varieta dorůstá 20–30 m, letorosty má hustěji chlupaté, jehlice má kratší (1–3,5 cm dlouhé a 1,7 mm široké) a má malý počet průduchů (stomat) na svrchní straně jehlic).

## Výskyt
Domovinou stromu je Mexiko: (státy Durango, Chihuahua, Coahuila, Jalisco, Sinaloa).

## Ekologie
Vysokohorský strom, roste v nadmořských výškách 1600–2900 m. Strom roste nejraději v dobře odvodňovaných kamenných osypech (též takzvaný talus) nebo lithozolech. Klima vlhké a chladnější. Mrazuvzdorný do −6 °C. Tvoří lesy například s: borovicí chihuanskou Pinus leiophylla varieta chihuahuana, borovicí vejmutovkovitou Pinus strobiformis, douglaskou tisolistou sivou Pseudotsuga menziesii varieta glauca, smrkem chihuanským Picea chihuahuana a dalšími.

## Choroby a nepřátelé
V západní části Severní Ameriky je často napadán hemiparazitickou (poloparazitickou) rostlinou z čeledi santálovitých Arceuthobium abietinum.

## Využití člověkem
Není člověkem nijak komerčně využíván, pěstován je velmi zřídka.

## Ohrožení
Strom není ohrožen, není proto ani chráněn, nicméně stav jeho populace je klesající pro jeho příležitostné pokácení s jinými stromy. Nicméně varieta coahuilensis je již považována za zranitelnou, pro svůj omezený výskyt jen na dvou místech je extrémně zranitelná lesními požáry, po kterých navíc bývá nahrazena jinými, v její blízkosti rostoucími a často úspěšnějšími jehličnany. Navíc hašení těchto požárů je pro nepřístupný terén velmi obtížné.